# Tetragnatha bidentata
Tetragnatha bidentata este o specie de păianjeni din genul Tetragnatha, familia Tetragnathidae, descrisă de Roewer, 1951. Conform Catalogue of Life specia Tetragnatha bidentata nu are subspecii cunoscute.